# 二ノ丸遺跡
座標: 北緯35度31分51.8秒 東経139度33分41.2秒 / 北緯35.531056度 東経139.561444度
二ノ丸遺跡（にのまるいせき）、あるいは二の丸遺跡は、かつて神奈川県横浜市都筑区二の丸（調査当時は緑区池辺町）に存在した、旧石器時代の生活遺構や、縄文時代中期（5500年前 - 4400年前）の環状集落、古墳時代後期の集落からなる複合遺跡。港北ニュータウン遺跡群の1つ。

## 概要
鶴見川・早渕川に挟まれた丘陵地帯の中にある標高45～50メートル程の台地上に所在する。1965年（昭和40年）から始められた港北ニュータウン開発に伴う埋蔵文化財調査により、1977年（昭和52年）8月1日から1979年（昭和54年）8月2日にかけて発掘調査された（港北ニュータウン遺跡群調査）。調査後は破壊され、全域が住宅街に造成されている。
調査の結果、旧石器時代の石器集中4ヶ所や炭化物集中3か所、縄文時代中期の竪穴建物107軒、掘立柱建物4棟、土坑（貯蔵穴45基・墓壙44基）、集石7基、埋甕6基、古墳時代後期の竪穴建物9軒などが検出された。
縄文時代中期の遺構は、中央広場の土坑墓群を中心に掘立柱建物群と竪穴建物群が同心円状に展開する環状集落で、北西に位置するこの地域最大の環状集落である三の丸遺跡と並び縄文中期の中核的な集落であった。存続期間は中期後半を主体とするとされるが、後期初頭の称名寺式期まで存続したとも考えられている。また、古墳時代後期の遺構は、鶴見川の支流・大熊川谷奥の当時代の集落跡としては最もまとまった規模のものと判明した。

## 関連文献
- 小宮, 恒雄、坂上, 克弘、石井, 寛、山田, 光洋『二ノ丸遺跡』 34巻〈港北ニュータウン地域内埋蔵文化財調査報告〉、2003年3月31日。 NCID BA64130032。